# Ravne, Teholica ob Vrbskem jezeru
Ravne (nemško Ebenfeld) je naselje v Občini Teholica v Okraju Celovec-dežela na Koroškem v Avstriji.